# Hyla molleri
Hyla molleri – gatunek płaza bezogonowego z rodziny rzekotkowatych (Hylidae); wcześniej był traktowany jako odmiana rzekotki drzewnej, następnie jako podgatunek rzekotki śródziemnomorskiej, ostatecznie w 2008 roku uznano go za oddzielny gatunek.

## Występowanie
Występuje na Półwyspie Iberyjskim i w południowo-zachodniej Francji na obszarze, na którym jest południowa granica zasięgu występowania rzekotki drzewnej i północna granica zasięgu rzekotki śródziemnomorskiej.
Zamieszkuje na terenach lesistych i zakrzaczonych w pobliżu cieków wodnych. 

## Opis
Niewielka rzekotka o długości od 3,5 do 4,5 cm. Głowa szeroka z krótkim zaokrąglonym pyskiem. Oczy z wyraźnie widoczną złotą tęczówką. Przednie łapy z czterema, a tylne z pięcioma palcami. Tylne łapy zdecydowanie dłuższe od przednich. Skóra gładka.
Ubarwienie grzbietu zwykle zielone. Wzdłuż obu boków paski koloru brązowawego ciągnące się od oczu do kończyn tylnych, w środkowej części szersze. Brzuch białawy.

## Tryb życia
Rzekotka ta jest aktywna w nocy, choć także w dni pochmurne. Zazwyczaj przebywa na krzakach w pobliżu cieków wodnych. W dni słoneczne widywana jest także na górnych liściach, gdzie wygrzewa się w słońcu. Żywi się drobnymi bezkręgowcami: pająkami, muchami, mrówkami, drobnymi skorupiakami.
Rozród odbywa się w okresie wiosennym. Samica składa od 200 do 1400 jaj, które tworzą małe kuliste grudki.